# Günter Wolff (Politiker)
Günter Wolff (* 5. Juli 1919 in Brieg, Provinz Schlesien; † 15. März 2006 in Landshut, Niederbayern) war ein deutscher Politiker der SPD.

## Leben
Wolff besuchte die Volks-, Aufbau- und Gewerbefachschule und ließ sich zum Elektroinstallateur ausbilden. 1937 stieg er in der Luftwaffe ein, bei der er als Flugzeugelektriker, Flugzeugführer, Blindfluglehrer und während des Zweiten Weltkriegs als Transportflieger tätig war. Nach der Entlassung aus der Kriegsgefangenschaft wurde seine Familie aus Schlesien vertrieben und fand im niederbayerischen Landshut eine neue Bleibe. Von 1949 an war Wolff Inhaber eines Installationsbetriebs. 1951 wurde er zum Vorsitzenden des Unterbezirks der SPD in Landshut gewählt. Zudem gehörte er auch dem Landshuter Stadtrat und war Mitglied im Kirchenvorstand. Von 1954 bis 1966 gehörte er als Abgeordneter dem Bayerischen Landtag an, in den er jeweils über die Wahlkreisliste der SPD gewählt wurde.